# 米夏埃尔·克尔纳
米夏埃尔·克尔纳（德語：Michael Köllner，1969年12月29日—）是一位德国足球教练，自2023年4月起执教德丙联赛的俱乐部因戈尔施塔特04。

## 生平
克尔纳在完成联邦国防军职业培训后成为了一名牙医助理。此外，他还曾在上普法尔茨和上弗兰肯的多家低级别业余俱乐部积极投身足球，例如其家乡球队SG富克斯米尔（SG Fuchsmühl）。自2001年起，他取得了体育学高级文凭，并于2004年成为德国足协的注册教练员。此外，他还写有多本足球战术和教练手记。
克尔纳从2002年至2014年在德国足协担任人才开发的协调员，同时担任U13至U17年龄段地区选拔队的体育主管。2017年3月初，他接掌了当时仍身处德乙作赛的俱乐部纽伦堡，并于2017-18赛季率队成功升入德甲。